# NGC 3310
NGC 3310 — спиральная галактика в созвездии Большая Медведица на расстоянии 50 млн. световых лет от Земли. Диаметр — около 50 тыс. световых лет. Предположительно, около 100 млн лет назад эта галактика столкнулась с галактикой меньших размеров, что вызвало резкий рост звёздообразования.
В галактике вспыхнула сверхновая SN 1991N типа Iс. Её пиковая видимая звёздная величина составила 15.
В галактике вспыхнула сверхновая SN 1974C. Её пиковая видимая звёздная величина составила 16,5.